# Нагула, Элина Михайловна
Эли́на Миха́йловна Нагу́ла (род. 9 августа 2002 года в Тынде, Россия) — российская профессиональная бильярдистка, мастер спорта России, чемпионка мира в свободной пирамиде в 2019 и 2022 году, чемпионка России в дисциплине "комбинированная пирамида" в 2025 году.

## Биография и карьера
Элина познакомилась с бильярдом в 6 лет: её мама тогда работала в бильярдном клубе и иногда забирала дочь из детского сада к себе на работу. Первое время девочка катала шары по бильярдному столу руками, потом стала пробовать играть с кием. Так как в клубе имелись столы только для русского бильярда, особого выбора, во что учиться играть (пул, снукер или др.), у Элины просто не было. Со временем, когда она немного освоилась и приобрела первые навыки, некоторым посетителям клуба стало интересно поиграть с ней, а заодно пытаться самим учить девочку игре в бильярд.
В девятилетнем возрасте Элина приняла участие в своем первом «взрослом» соревновании — дальневосточном турнире среди женщин, где сенсационно заняла второе место. В те же 9 лет она побывала на кубке мэра города Хабаровска, где Александр Паламарь давал мастер-класс для детей. Элине повезло сыграть с Александром и в первой же партии она забила 7 шаров с кия, чем очень впечатлила всех, включая самого Паламаря, который отметил её огромный потенциал. Вскоре после этого случая родители с Элиной переехали в Москву, где девочка стала тренироваться под руководством тренера Сергея Баурова, уже хорошо известного по «открытию» главной юной звезды русского бильярда — Дианы Мироновой.
Усиленно тренируясь, Нагула продолжала учёбу в школе и оставалась «хорошисткой» при частых вынужденных пропусках школьных занятий. В 2012 году она стала серебряным призёром «взрослого» первенства Москвы в свободной пирамиде, а начиная с 2013 занимала множество призовых мест как на различных (взрослых и юниорских, в разных дисциплинах) чемпионатах Москвы, так и, чуть позже, России — в частности, в 2014 году, в возрасте двенадцати лет взяла «бронзу» на взрослом чемпионате России среди женщин в динамичной пирамиде. Практически на всех взрослых турнирах, в которых Нагула в те годы принимала участие, она являлась самой юной спортсменкой.
В 2015 году 13-летняя Элина, среди прочего, впервые выигрывает взрослый чемпионат России (в дисциплине «свободная пирамида»), в финале обыграв шестнадцатилетнюю Марию Карпову со счетом 4:2, и занимает второе место в дисциплине «комбинированная пирамида», уступив в финале 3:4 старшей почти на 30 лет Евгении Желдиной, а также впервые становится чемпионкой мира среди юниорок.
С 2016 года к Нагула приходят первые большие успехи на международных рейтинговых турнирах: она выходит в полуфинал Кубка Кремля и побеждает на «Prince Open» (финал Кубка мира), продолжая улучшать результаты на соревнованиях национального уровня (взрослые и юниорские чемпионаты России в различных дисциплинах), а в 2018 доходит до полуфинала взрослого чемпионата мира в динамичной пирамиде (за выход в финал уступив Мироновой со счетом 2:5).
Свой первый «взрослый» чемпионат мира (в дисциплине «свободная пирамида») Элина Нагула выиграла в августе 2019 года — всего через несколько дней после своего 17-летия, разгромив в финале Диану Миронову 5:0, бывшую к тому времени уже восьмикратной чемпионкой турнира. В том же 2019, ставшим для неё пока самым успешным годом в спортивной карьере, она в очередной раз становится чемпионкой мира среди юниорок, а также полуфиналисткой взрослого чемпионата мира в комбинированной пирамиде, чемпионкой России в свободной пирамиде, финалисткой Кубка Кремля, Кубка Мэра Москвы и занимает призовые места (в том числе побеждает) в ряде других крупных соревнований.
В настоящее время Элина — самая успешная после Дианы Мироновой представительница женского русского бильярда, и с недавних пор, как когда-то Диана, регулярно приглашается на различные крупные коммерческие турниры по пирамиде, где получает возможность конкурировать с лучшими профессиональными игроками-мужчинами, порой добиваясь положительных результатов в матчах с ними.
Элина — правша, но при необходимости, как и многие ведущие бильярдисты-профессионалы, свободно использует левую руку в игре почти без потерь в качестве ударов. Стиль игры Элины в целом умеренно атакующий — в ситуациях, где нужно выбрать между рискованным и трудным атакующим ударом или надежным позиционным, она чаще выбирает второе.
В одном из недавних интервью призналась, что планирует поступать в Российский государственный университет физической культуры, спорта, молодёжи и туризма и хотела бы стать тренером и воспитать чемпионов мира.

## Основные достижения в карьере
- Чемпионка России (комбинированная пирамида) — 2025
- Чемпионка мира (свободная пирамида) — 2022
- Чемпионка мира (свободная пирамида) — 2019
- Победитель командного чемпионата России (многоборье) — 2019
- Финал Кубка Кремля (свободная пирамида) — 2019
- Финал Кубка мэра Москвы (свободная пирамида) — 2019
- Полуфинал «Legend Cup (раунд 1)» (московская пирамида) — 2019
- Полуфинал чемпионата мира (комбинированная пирамида) — 2019
- Полуфинал чемпионата мира (динамичная пирамида) — 2018
- Победитель командного чемпионата мира (в паре с Дианой Мироновой, свободная пирамида) — 2018
- Финал чемпионата России (динамичная пирамида) — 2017, 2019
- Победитель командного чемпионата России (свободная пирамида) — 2016—2018
- Чемпионка «Prince Open» (финал Кубка мира, свободная пирамида) — 2016
- Полуфинал Кубка Кремля (свободная пирамида) — 2016
- Чемпионка России (свободная пирамида) — 2015, 2019
- Финал чемпионата России (комбинированная пирамида) — 2015
- Чемпионка мира среди юниорок (свободная пирамида) — 2015, 2017—2019